# 西尾市営渡船

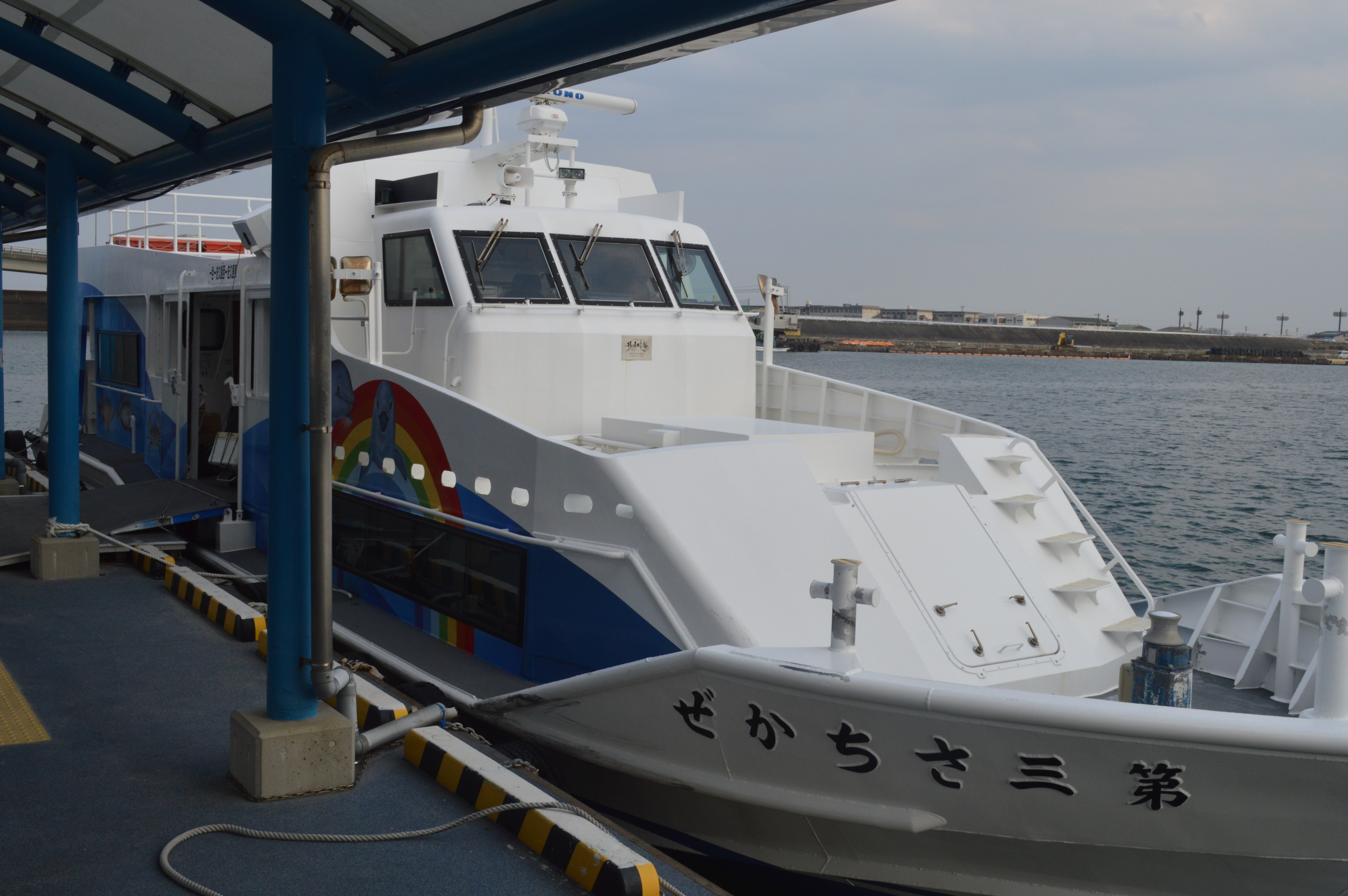
一色港に停泊する「第三さちかぜ」

西尾市営渡船（にしおしえいとせん）は、愛知県西尾市一色町と三河湾に浮かぶ佐久島の間で運行されている定期航路。地方公営企業法の全部が適用される地方公営企業であり、西尾市交流共創部佐久島振興課が運営している。2011年（平成23年）4月1日に幡豆郡一色町が西尾市に編入される前は一色町営渡船（いっしきちょうえいとせん）だった。

## 特徴
佐久島は三河湾に浮かぶ離島のひとつであり、面積は1.81km2、2013年（平成25年）時点の人口は262人である。2001年（平成13年）4月から行われている地域活性化事業「三河・佐久島アートプラン21」などの影響で、佐久島を訪れる観光客数は増加傾向にあり、2020年（令和2年）時点では乗客のうち観光客の割合が80%を超えている。佐久島の人口は減少傾向にあり、乗客のうち佐久島島民の割合も減少傾向にある。2010年度（平成22年度）から収益が改善しており、年間乗客数が20万人を超えた2015年度（平成27年度）からは黒字を続けている。
2020年（令和2年）時点では2001年（平成13年）就航の「はまかぜ」と2013年（平成15年）就航の「第三さちかぜ」の2隻の高速船を所有している。2023年度（令和5年度）には「はまかぜ」に代わる船舶を建造する予定である。

## 歴史
- 1952年（昭和27年） - 幡豆郡吉田町（後の幡豆郡吉良町）と佐久島を結ぶ吉田航路が開設される[1]。
- 1954年（昭和29年）8月1日 - 幡豆郡佐久島村が吉田町ではなく幡豆郡一色町に編入され、一色町営渡船（一色航路）が開設される[1]。
- 1968年（昭和43年） - 離島航路整備法に基づく離島航路に指定される[1]。
- 1983年（昭和58年）9月30日 - 吉田航路が休止される[1]。
- 1984年（昭和59年）10月1日 - 吉田航路が廃止される[1]。佐久島に向かう定期便が一色町営渡船のみとなる[1]。
- 1984年（昭和59年） - 一色航路に高速船が就航。
- 2010年（平成22年）4月28日 - 一色さかな広場に隣接して佐久島行船のりばが開業[1][5][6]。
- 2011年（平成23年）4月1日 - 一色町が西尾市に編入されて西尾市営渡船に改称[1]。

## 運航路線
一色～佐久島

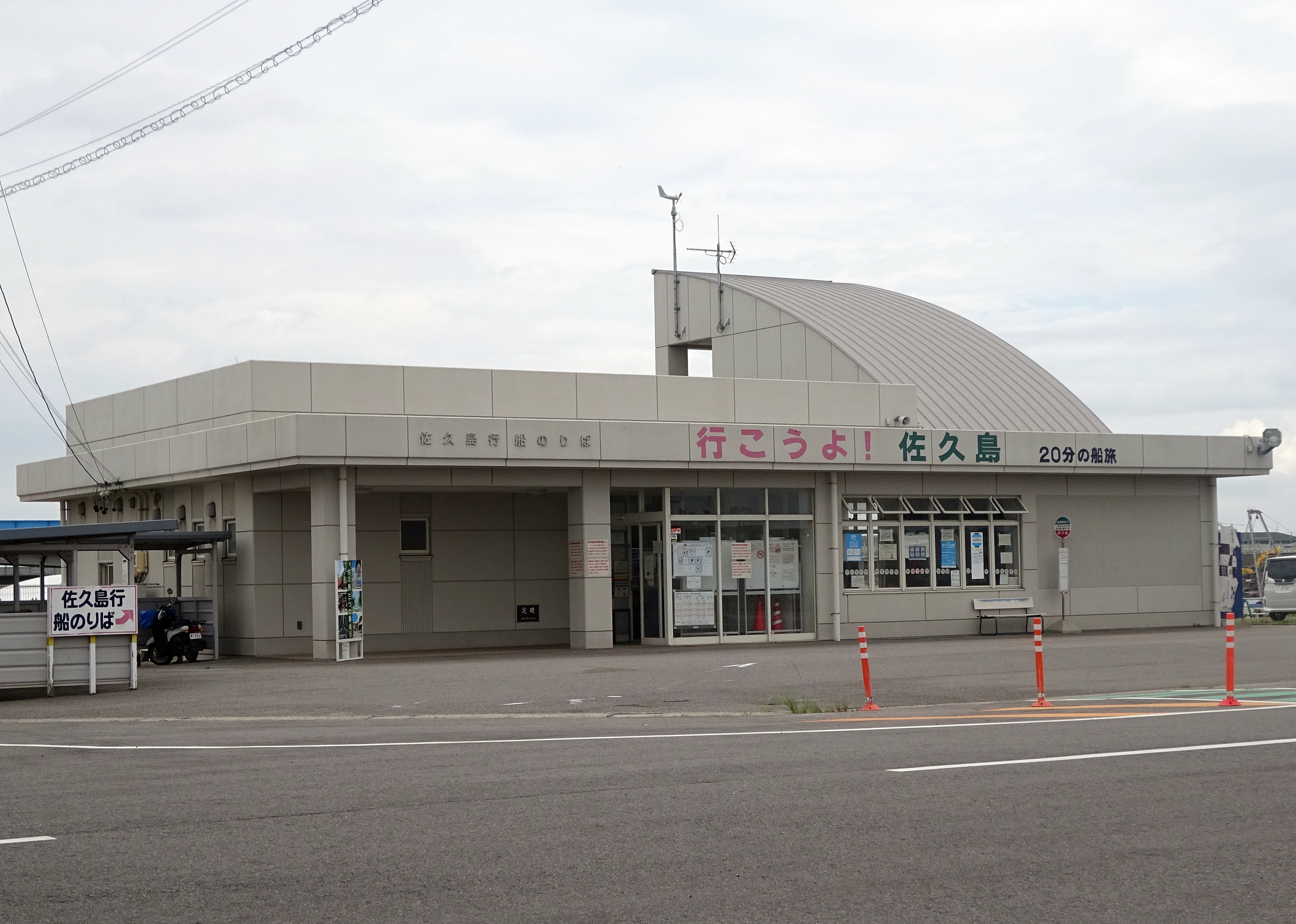
一色港ターミナル（佐久島行き船のりば）

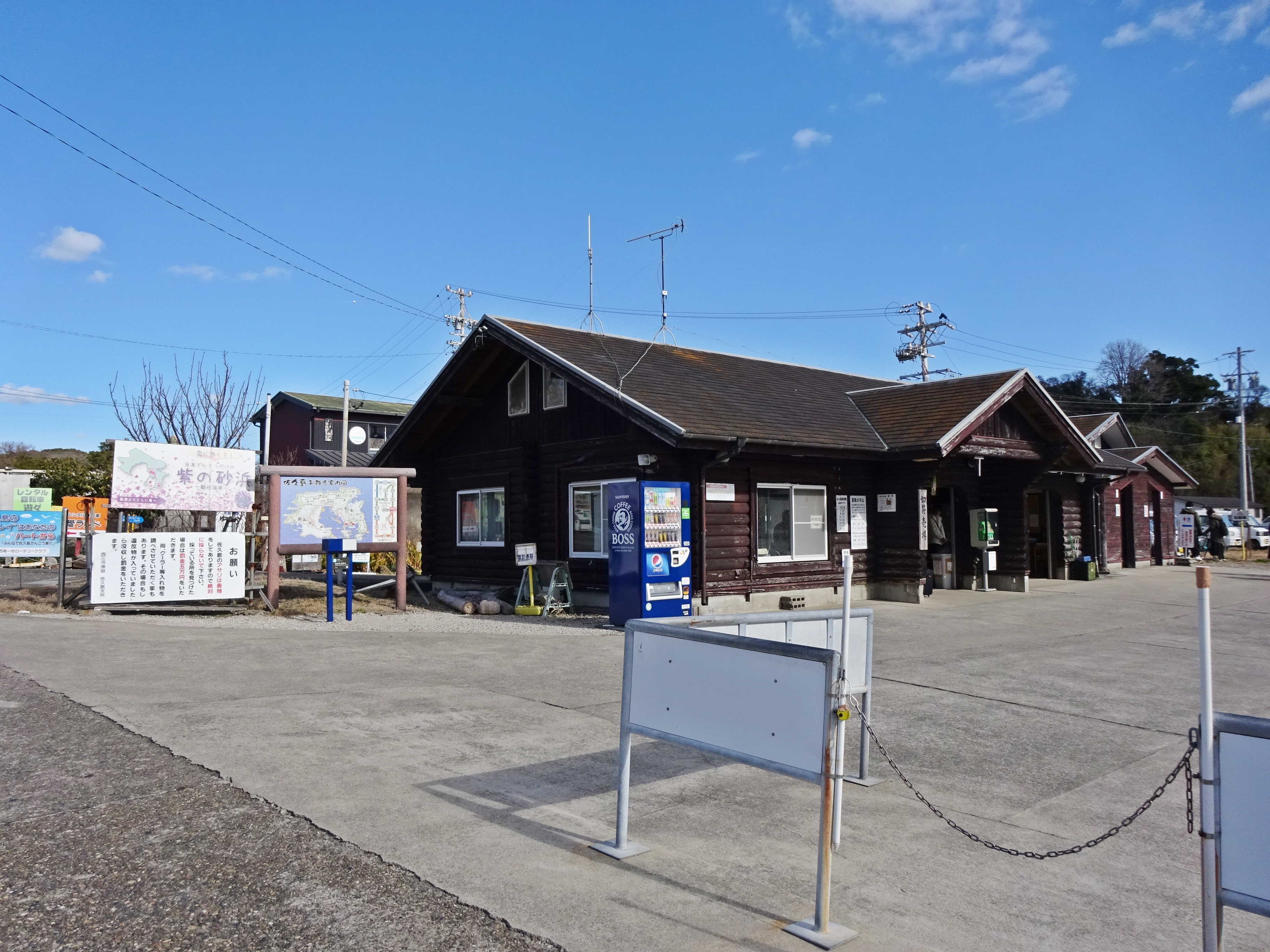
佐久島東港の待合所

- 佐久島行船のりば（一色さかな広場） - 佐久島西渡船場（佐久島西港） - 佐久島東渡船場（佐久島東港）

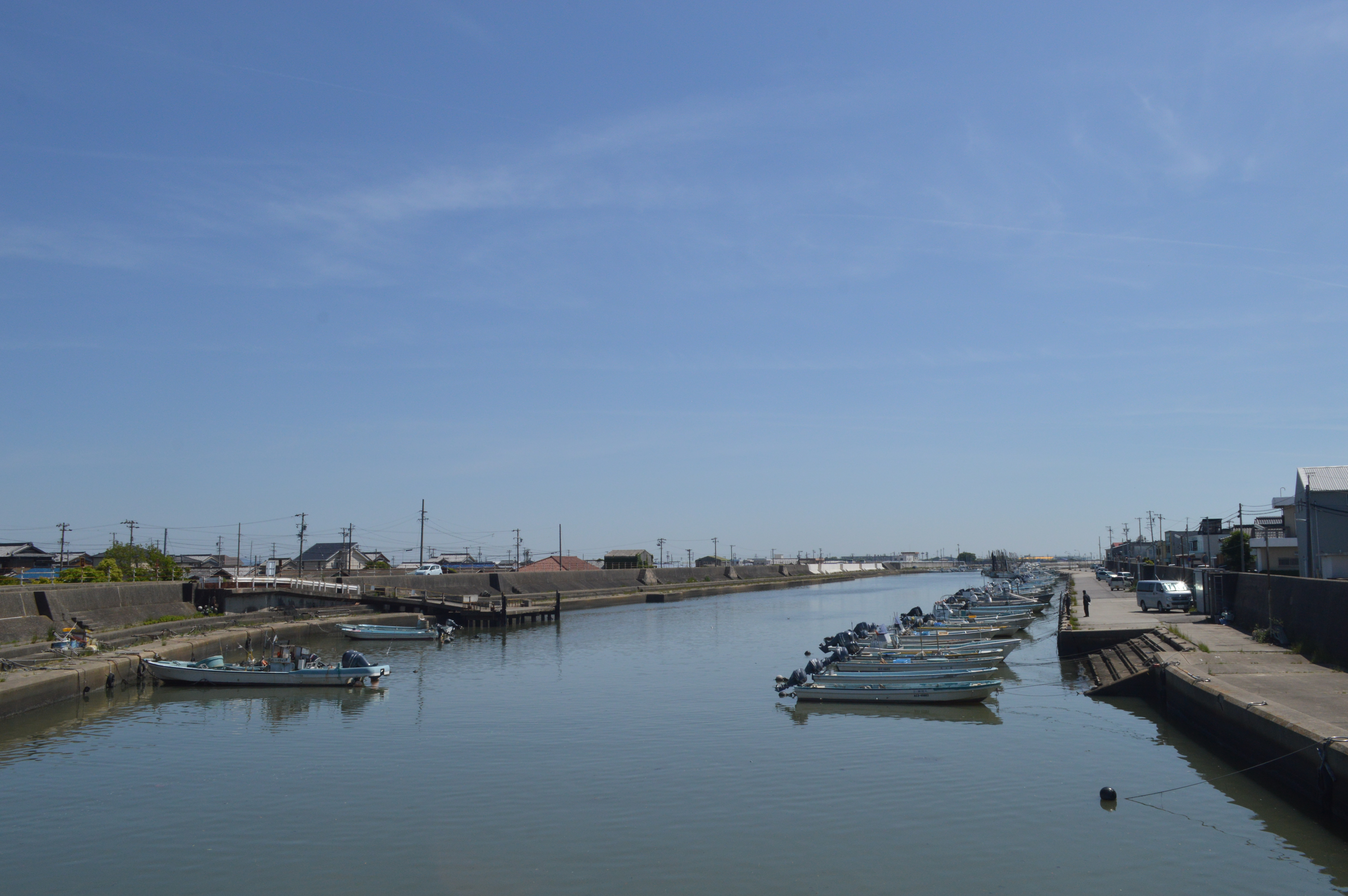
2010年まで使用された一色渡船場

## 船舶

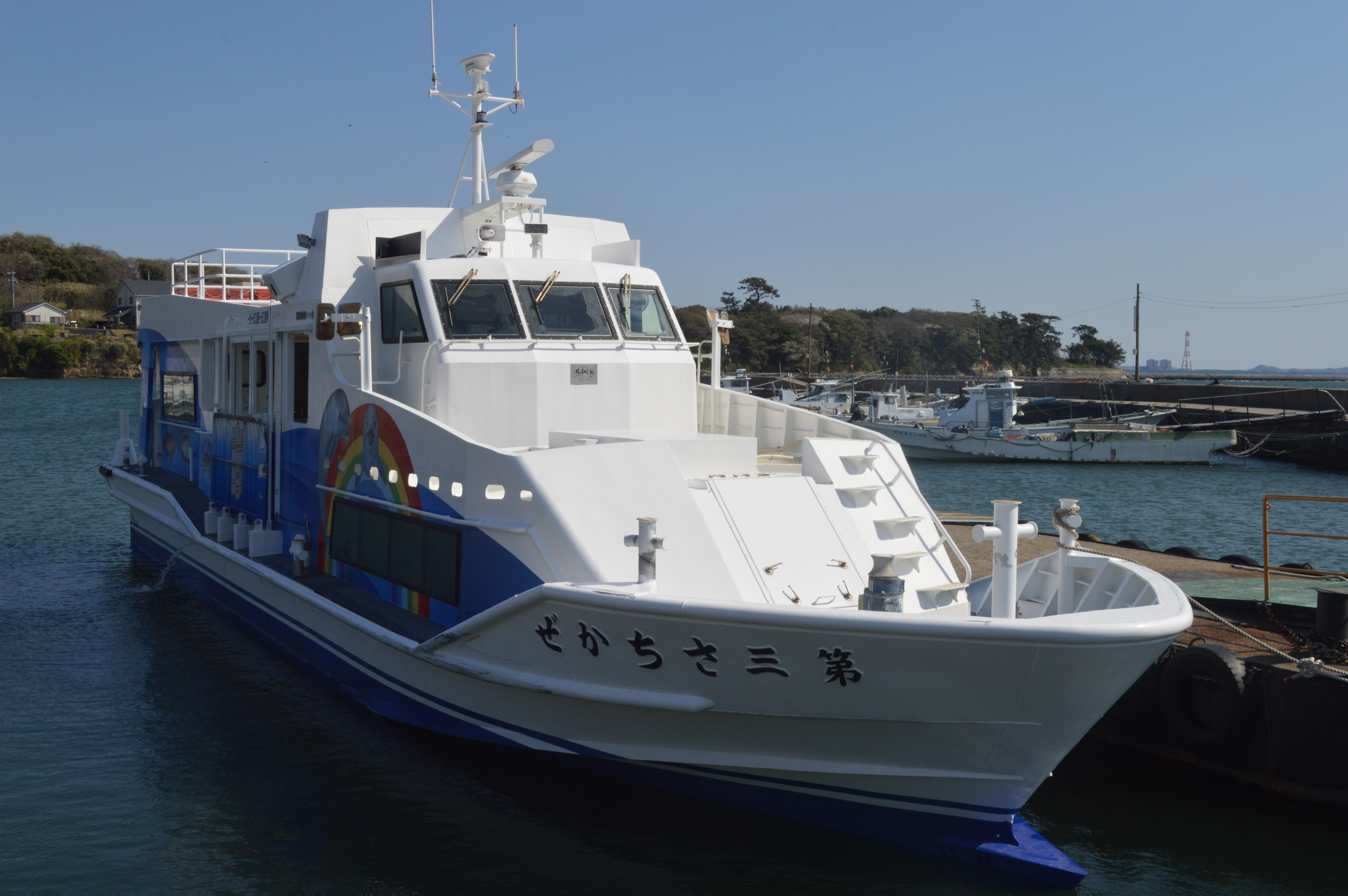
第三さちかぜ

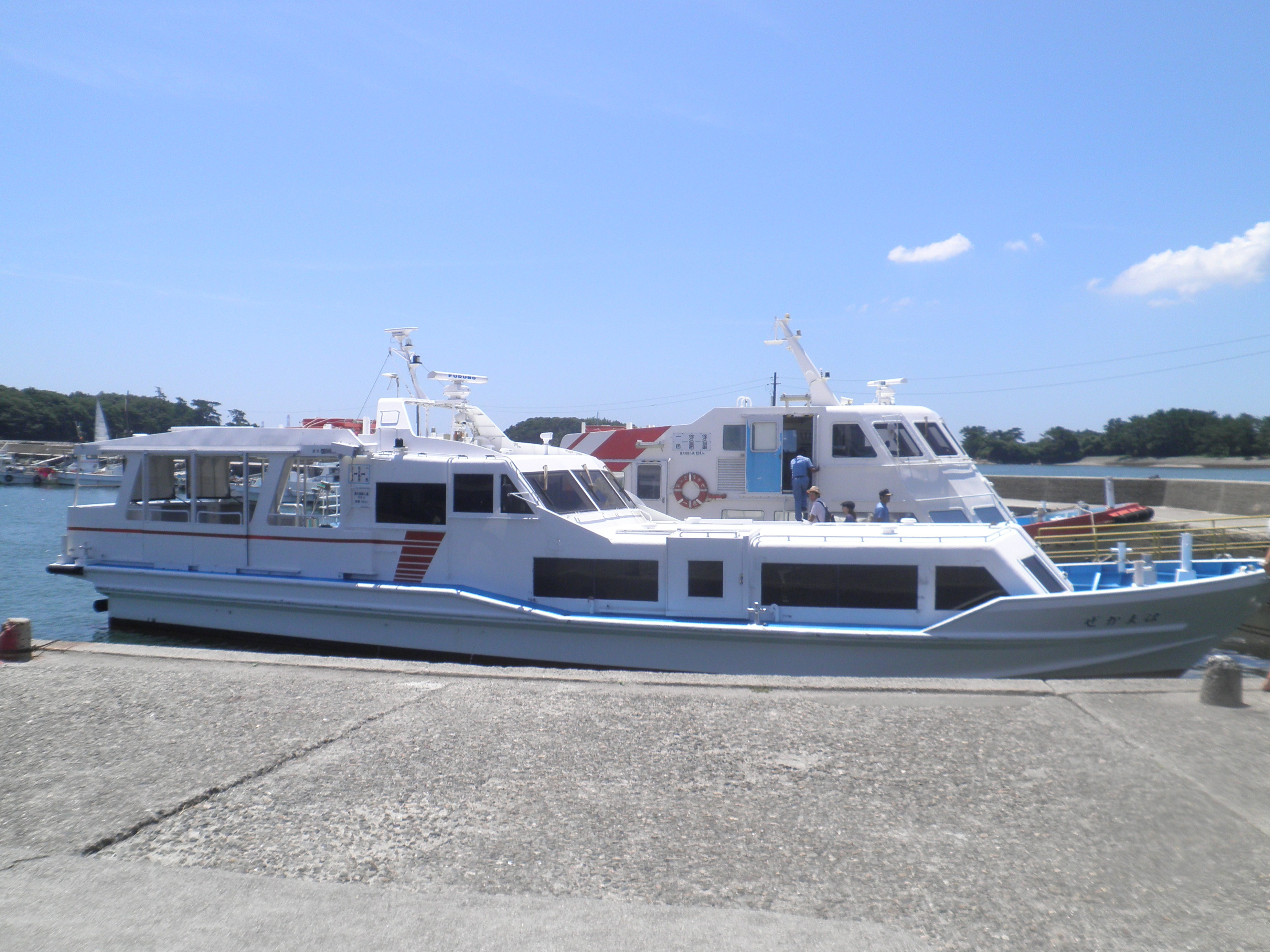
はまかぜ

カーフェリーは就航していない。

### 現在の就航船
- 第三さちかぜ
  - 19総トン
  - 旅客定員118人
  - 2013年（平成25年）建造
  - 全長19.75m
  - 全幅4.0m

- はまかぜ
  - 19総トン
  - 旅客定員113人
  - 2001年（平成13年）建造
  - 全長19.60m
  - 全幅4.0m

### 過去の就航船
- 第二さちかぜ
  - 43総トン
  - 旅客定員128人
  - 1987年（昭和62年）建造
  - 2013年（平成25年）退役
  - 全長18.9m
  - 全幅4.7m

- さちかぜ
  - 17総トン
  - 旅客定員80人
  - 1984年（昭和59年）建造
  - 2001年（平成13年）退役
  - 全長11.9m
  - 全幅4.0m

- 第三いしき丸
  - 44総トン
  - 1976年（昭和51年）建造
  - 退役
  - 全長17.7m
  - 全幅4.5m

## 利用案内
- 運賃
  - 大人（中学生以上）830円
  - 小児（小学生）420円
- 乗船時間
  - 一色さかな広場から佐久島東港まで約25分。